# Musikjahr 1537
Liste der Musikjahre

◄◄ | ◄ | 1533 | 1534 | 1535 | 1536 | Musikjahr 1537 | 1538 | 1539 | 1540 | 1541 | ► | ►►

Weitere Ereignisse
Dieser Artikel behandelt das Musikjahr 1537.

## Ereignisse
- Martin Agricola, der sich 1519 in Magdeburg als Musiklehrer niedergelassen und der Reformation angeschlossen hat, ist Kantor der zu einer einzigen städtischen Anstalt zusammengefassten Musikschulen. Neben seiner Lehraufgabe bemüht sich Agricola vor allem darum, der neuen protestantischen Bewegung eine eigene Kirchenmusik zu geben.
- Benedictus Appenzeller, der 1536 Sänger am habsburgischen Hof der Regentin Maria von Ungarn in Brüssel geworden ist, rückt 1537 zum Leiter der Chorknaben (maître des enfants) auf, nachdem der vorangegangene Stelleninhaber Jean Goessins verstorben ist.
- Pietro Aron ist Mönch in einem Kreuzherrenkloster bei Bergamo.
- Pierre Attaingnant, der um 1527/1528 eine Variante des Notendrucks erfunden hat, die das Drucken in einem Arbeitsgang erlaubt, veröffentlicht von 1528 bis 1552 mehr als 50 Chansonsammlungen und einige „Tanzbücher“.
- Antoine Barbé hat – nach den Akten der Kathedrale von Antwerpen – von 1527 bis 1562 die Stelle des Kapellmeisters inne.
- Leonardo Barré, ein Schüler von Adrian Willaert in Venedig, wird 1537 Sänger der päpstlichen Kapelle in Rom. Diese Anstellung behält er bis 1555.
- Eustorg de Beaulieu steht in Lyon in den Diensten des vormaligen Stadtgouverneurs Pomponio Trivulzio. Hier erscheinen 1537 die Divers Rapportz, die auch zwölf drei- bis vierstimmige Chansons in einzelnen Stimmen enthalten haben sollen; nur drei dieser Chansons sind erhalten. 1537 konvertiert Beaulieu zum Protestantismus und flieht noch im selben Jahr nach Genf. An der Akademie von Lausanne studiert er Theologie.
- Arnold von Bruck ist seit der zweiten Jahreshälfte 1527 in Wien Kapellmeister des österreichischen Regenten Erzherzog Ferdinand (dem späteren König und Kaiser Ferdinand I.) und zwar als Nachfolger von Heinrich Finck. Diese Stellung behält er über 18 Jahre. Die Wiener Hofkapelle gilt als herausgehobene Institution in der österreichisch-habsburgischen Musikwelt, und als Leiter dieser Kapelle genießt Arnold von Bruck ein besonderes Ansehen.
- Hans Buchner ist Organist in der Pfarrkirche in Überlingen, behält aber seinen Wohnsitz in Konstanz. 1537 kommt er zu einer Orgelprobe nach Heidelberg.
- Pierre Certon wirkt seit dem Jahr 1529 in Paris an Notre-Dame.
- Jehan Daniel ist Organist an der Kathedrale von Angers. Er hat diese Stelle bis 1540 inne.
- Benedictus Ducis ist von 1535 bis zu seinem Tod 1544 evangelischer Pfarrer in Schalkstetten.
- Georg Forster ist seit 1534 Medizinstudent in Wittenberg. Er besucht dort zusätzlich die Vorlesungen von Philipp Melanchthon und Matthias Garbitius, und ist nach einiger Zeit auch Gast in Martin Luthers Tischgemeinschaft.
- Nicolas Gombert, der wahrscheinlich ein Schüler von Josquin Desprez († 1521) war, ist seit 1526 Mitglied der Hofkapelle von Kaiser Karl V. und seit 1529 maitre des enfants. Als Meister der Chorknaben ist Gombert für die musikalische und stimmliche Ausbildung der Knaben verantwortlich sowie für ihre Erziehung, ihre Unterbringung und ihr Wohlergehen. Der Chor besteht um diese Zeit aus 14 Erwachsenen, einem Organisten, einem „Souffleur“ (Kalkant oder Blasebalgtreter der Orgel) und etwa zwölf Chorknaben. Während Karl V. 1533 einen Feldzug gegen Tunis unternimmt, rekrutiert Gombert in den Niederlanden weiteres Personal für die Hofkapelle und kehrt 1537 mit etwa 20 erwachsenen Sängern und Chorknaben, einem Lateinlehrer, einigen Kuraten und einem Organisten nach Valladolid zurück.
- Lupus Hellinck ist Succentor an der Liebfrauenkirche in Brügge und seit dem 17. Juni 1523 an der Hauptkirche St. Donatian, was mit den Aufgaben der Chorleitung und des Unterrichts der Chorknaben verbunden ist.
- Nikolaus Herman ist Kantor und Lehrer an der Lateinschule in St. Joachimsthal. Hier arbeitet er unter anderem mit Johannes Mathesius zusammen, der dort ab 1532 als Rektor der Schule amtiert.
- Gheerkin de Hondt, der von 1. August 1530 bis Februar 1532 als Singmeister an der Nieuwe Kerk in Delft wirkt, übt die gleiche Tätigkeit von 1532 bis 1539 an der Kirche St. Jakob in Brügge aus; dort ist er außerdem Mitglied der Sakramentsgilde.
- Clément Janequin ist seit 1534 Kapellmeister der Kathedrale von Angers.
- Hans Kotter lehrt seit 1534 als Schulmeister in Bern.
- Hans Kugelmann, der in den Diensten des Hauses Fugger in Augsburg stand, ist seit 1524 Trompeter und Hofkomponist beim Markgrafen Albrecht in Königsberg. Parallel zu seiner Tätigkeit bei Hofe ist er von 1534 bis zu seinem Tode Kapellmeister der Kantorei.
- Erasmus Lapicida, der um das Jahr 1521 vom Habsburger Erzherzog Ferdinand I. (Regierungszeit als Erzherzog 1521–1531) am Schottenkloster in Wien eine Präbende verliehen bekam, lebt dort die 26 restlichen Jahre seines Lebens.
- Jacotin Le Bel ist Mitglied der Hofkapelle des französischen Königs Franz I. Auf einer Liste der Gehaltsempfänger der Kapelle 1532/1533 erscheint er als haulte-contre und als chantre et chanoine ordinaire. Vom König bekommt er ein Kanonikat und eine Pfründe an der Kollegiatkirche Notre Dame in der Provinz Anjou. Jacotin verfasst mehr als 50 mehrstimmige Werke in über 100 Manuskripten und Drucken des 16. Jahrhunderts. 32 dieser Werke werden zwischen 1528 und 1553 von dem königlichen Notendrucker Pierre Attaingnant gedruckt.
- Francesco Londariti wählt wie sein Vater Nikolaos die Klerikerlaufbahn und arbeitet an dessen Kirche bereits in jungen Jahren von 1537 bis 1544 als Organist. Die Unterstützung seines Vaters, die guten Beziehungen seiner Familie und sein außerordentliches Talent als Musiker ermöglichen, dass er als unehelicher Sohn eines Priesters nicht mit den derzeit üblichen Hindernissen konfrontiert ist und nicht nur zum Priester ordiniert, sondern auch mit dem Titel eines Apostolischen Protonotars und verschiedenen hohen kirchlichen Ämtern versehen wird, die mit einträglichem Grundbesitz und damit einigem Wohlstand verbunden sind.
- Johannes Lupi ist magnus vicarius und Subdiakon in Cambrai. Seit dem Jahr 1535 leidet er an einer Krankheit, die nicht näher genannt ist, und kann ihretwegen seine Funktionen bis 1537 nicht ausüben.
- Stephan Mahu, der vielleicht schon ab Anfang der 1520er Jahre als Sänger und Posaunist Mitglied des Hofstaats von Königin Anna von Böhmen und Ungarn (1503–1547), der Ehefrau von Ferdinand I. ist, verpflichtet sich ab dem 14. November 1528 vertraglich zum lebenslangen Dienst bei ihr und Ferdinand. Dafür wird ihm im Gegenzug eine erhebliche Gehaltserhöhung zugesichert, die allerdings erst ab dem Jahr 1539 ausgezahlt wird. Zusätzlich hat er zwischen September 1529 und März 1532 die Stelle eines Vizekapellmeisters der Wiener Hofmusikkapelle von Erzherzog Ferdinand unter Arnold von Bruck übernommen, und zwar bis zum Jahr 1539.
- Jachet de Mantua ist spätestens seit 1535 Magister der Kapellknaben und Kapellmeister an der Kathedrale St. Peter und Paul in Mantua.
- Luis Milán verbringt vermutlich sein ganzes Leben in Valencia und ist dort bis etwa 1538 am herzoglichen Hof der Germaine de Foix beschäftigt.
- Francesco Canova da Milano ist seit 1535 in Rom als Lautenist und Violaspieler des Kardinals Ippolito de’ Medici und als Lehrer des Neffen von Papst Paul III., Ottavio Farnese, tätig.
- Cristóbal de Morales ist Sänger in der Sixtinischen Kapelle und lebt und wirkt zur Zeit des Pontifikates von Paul III. 10 Jahre lang in Rom.
- Anton Musa ist seit 1536 Pfarrer in Rochlitz, ein Amt, das er acht Jahre lang ausübt.
- Luis de Narváez steht seit den 1520er Jahren im Dienst von Francisco de los Cobos y Molina (1477–1547), Komtur von León und Sekretär von Kaiser Karl V.; er lebt mit großer Wahrscheinlichkeit in Valladolid mit seinem Dienstherrn bis zu dessen Tod 1547. Zur Veröffentlichung seines Werkes Los seys libros del Delphín de música de cifras para tañer Vihuela erhält er im Jahr 1537 das königliche Druckprivileg. Die Veröffentlichung erfolgt im Folgejahr.
- Nicolas Payen, der wahrscheinlich zwischen 1522 und 1529 Chorknabe bei der capilla flamenca von Kaiser Karl V. gewesen ist und danach an einem nicht näher bekannten Ort seine musikalische Ausbildung fortgesetzt hat, wird ab 1534 wieder von der kaiserlichen Hofhaltung in den Gehaltslisten geführt.
- Giovanni Pierluigi da Palestrina ist 1537 Chorknabe in Rom. Das geht aus einem Vertrag zwischen dem Domkapitel von Santa Maria Maggiore und dem Sänger und Kapellmeister Giacomo Coppola vom 25. Oktober 1537 hervor. In dem Vertrag werden auch sechs letzterem anvertraute Chorknaben erwähnt, unter ihnen ein „Joannes de Palestrina“.
- Francesco Patavino, der in Gemona die Dommusik leitet, verlässt Gemona und kehrt nach Treviso zurück, wo er wieder als Kapellmeister tätig wird. In Dokumenten aus Treviso ist er bis 1551 nachweisbar.
- Claudin de Sermisy ist Mitglied der Hofkapelle von König Franz I. von Frankreich. Ab dem Jahr 1533 ist der Komponist als sous-maître über alle Musiker der königlichen Kapelle tätig; die administrative Leitung hat Kardinal François de Tournon, ein enger Vertrauter des Königs. Als sous-maître leitet de Sermisy die Aufführungen der etwa 40 erwachsenen Sänger und sechs Chorknaben, welche die königliche Kapelle während der 1530er und 1540er Jahre besitzt; darüber hinaus ist er für das Wohl der Knaben verantwortlich und hat die Aufsicht über die liturgischen und musikalischen Bücher der Kapelle. Er übt dieses Amt bis etwa 1553 aus.
- Tielman Susato ist seit 1531 Mitglied der Antwerpener Stadtmusikanten; er spielt die Instrumente Flöte, Blockflöte, Krummhorn, Feldtrompete und Posaune und hat vielleicht auch die abendlichen Andachten der Bruderschaft begleitet.
- Thomas Tallis ist in den Jahren 1532 bis 1540 Organist an der Augustiner-Abtei Waltham nördlich von London.
- John Taverner, der bis 1530 Chorleiter am neu gegründeten Cardinal’s College (heute Christ Church College und Kathedrale) in Oxford war, taucht 1536 in den Akten der Stadt Boston in Lincolnshire auf. Die wohlhabende Gemeinde der St. Botolph’s Church unterhält einen Chor mit 30 Sängern. Durch königliche Erlasse verlieren die Gilden der Kirche ihre finanziellen Mittel, so dass Taverners Anstellung dort 1537 endet.
- Philip van Wilder unterrichtet Prinzessin Mary von 1537 bis 1543 im Lautenspiel.
- Adrian Willaert ist seit dem 12. Dezember 1527 Domkapellmeister zu San Marco in Venedig. Der Komponist behält dieses Amt 35 Jahre lang bis zu seinem Tod; erst durch sein Wirken bekommt diese Stelle ihre in ganz Europa herausragende Bedeutung. Willaert ist der Nachfolger von Petrus de Fossis († vor dem 7. Juli 1526).
- Stephan Zirler immatrikuliert sich am 26. September 1537 an der Universität Heidelberg.

## Vokalmusik

### Geistlich
- Hans Ott (Hrsg.) – Novum et insigne opus musicum: Noten und Audiodateien im International Music Score Library Project (Nürnberg, gedruckt bei Hieronymus Formschneider), darin:
  - Arnold von Bruck – Bearbeitung der Motette „Sancta trinitas“ von Antoine de Févin
  - Johannes Galliculus – Quare fremuerunt gentes zu vier Stimmen (Nürnberg 1537 und 1538)
  - Ludwig Senfl – Virga Jesse floruit: Noten und Audiodateien im International Music Score Library Project

### Weltlich
- Eustorg de Beaulieu – Divers Rapportz
- Josquin Desprez – 27 Duos: Noten und Audiodateien im International Music Score Library Project
- Costanzo Festa – Il Primo Libro de madrigali a tre voci, Venedig
- Nicolas Gombert – Felix Austriae domus zu fünf Stimmen (zur Krönung Ferdinands I. 1531)
- Clément Janequin – Les Chansons de la Guerre, La Chasse, Le Chant des Oyseaux, L’Alouette, Le Rossignol (Paris, veröffentlicht bei Pierre Attaingnant), darin:
  - La guerre: Noten und Audiodateien im International Music Score Library Project
- Hans Ott (Hrsg.) – Novum et insigne opus musicum, Nürnberg: Hieronymus Formschneider: Noten und Audiodateien im International Music Score Library Project
- Ottaviano Scotto (Hrsg.) – Il Primo Libro de Madrigali, darin:
  - Philippe Verdelot
    - Con lagrime e sospir: Noten und Audiodateien im International Music Score Library Project
    - Fuggi, fuggi, cor mio: Noten und Audiodateien im International Music Score Library Project
    - Madonna il tuo bel viso: Noten und Audiodateien im International Music Score Library Project
    - Vita de la mia vita: Noten und Audiodateien im International Music Score Library Project
- Ludwig Senfl – Fortuna ad voces musicales: Noten und Audiodateien im International Music Score Library Project

## Musiktheoretische Schriften
- Sebald Heyden – Mvsicae, id est, artis canendi libri duo: Noten und Audiodateien im International Music Score Library Project
- Auctor Lampadius – Compendium musices tam figurali quam plani cantus: Noten und Audiodateien im International Music Score Library Project
- Nicolaus Listenius – Musica: Noten und Audiodateien im International Music Score Library Project

## Geboren

### Geburtsdatum gesichert
- 02. Februar: Jehan Chardavoine, französischer Komponist († um 1580)

### Genaues Geburtsdatum unbekannt
- Johannes Wanning, niederländischer Kapellmeister und Komponist († 1603)

### Geboren um 1537
- Ghinolfo Dattari, italienischer Sänger und Komponist († 1617)
- Esteban Daza, spanischer Vihuelist und Komponist († um 1591)
- Noé Faignient, franko-flämischer Komponist († um 1578)

## Gestorben

### Genaues Todesdatum unbekannt
- Paul Hofhaimer, österreichischer Komponist und Organist (* 1459)
- Michael Meurer, lutherischer Theologe, Kirchenliedkomponist und Reformator (* um 1475)